# Ruch na rzecz Demokratycznej Zmiany
Ruch na rzecz Demokratycznej Zmiany (ang. Movement for Democratic Change, MDC) – centrolewicowa partia polityczna w Zimbabwe, założona w 1999 roku.

## Historia
Stanowiła główną siłę opozycyjną wobec rządu partii ZANU-PF w okresie rządów prezydenta Roberta Mugabe, który po sfałszowaniu wyborów prezydenckich w 2008 został zmuszony przez Republikę Południowej Afryki i społeczność międzynarodową do podzielenia się władzą z opozycją. MDC po wyborach w 2008 miała większość w Izbie Zgromadzenia, a Lovemore Moyo został jej przewodniczącym. Jednak po wyborach generalnych w 2013 partia utraciła większość w parlamencie, zachowując 49 na 210 miejsc.
26 kwietnia 2014 biuro polityczne Ruchu na rzecz Demokratycznej Zmiany zawiesiło Morgana Tsvangiraia w prawach członka partii i odwołało go z funkcji lidera ugrupowania. Wkrótce później Tsvangirai powrócił na swoje stanowisko.
Morgan Tsvangirai zmarł 14 lutego 2018 w Johannesburgu. 

### Przewodniczący
- 1999–2018 Morgan Tsvangirai
- od 2018 Nelson Chamisa